# Ravens de Munich
Stade
Maillots
Saison en cours
Les Ravens de Munich (en anglais Munich Ravens) sont une franchise allemande de football américain basé à Munich en Allemagne.
Fondée en 2022, elle évolue dans l'European League of Football depuis la saison 2023.

## Histoire
L'entrée de la nouvelle franchise dans la ligue professionnelle European League of Football est annoncée en août 2022 bien qu'aucune autre information n'ait été dévoilée.
Le 28 septembre 2022, il est annoncé que l'ancien quarterback des Swarco Raiders du Tyrol et MVP de la saison 2022 de la ELF, Sean Shelton, est nommé directeur des opérations sportives des Ravens.

## Saison par saison
| Saison | Saison régulière | Saison régulière | Saison régulière | Saison régulière | Saison régulière | Saison régulière | Saison régulière | Saison régulière | Saison régulière       | Phase finale             |
| ------ | ---------------- | ---------------- | ---------------- | ---------------- | ---------------- | ---------------- | ---------------- | ---------------- | ---------------------- | ------------------------ |
| Saison | Nb               | V                | D                | N                | %                | +                | -                | ≠                | Classement             | Phase finale             |
| 2023   | 12               | 7                | 5                | 0                | 58,3             | 425              | 338              | +087             | 3e conférence Centrale | Non qualifié             |
| 2024   | Saison en cours  | Saison en cours  | Saison en cours  | Saison en cours  | Saison en cours  | Saison en cours  | Saison en cours  | Saison en cours  | Saison en cours        | Saison en cours          |
| Totaux | 12               | 7                | 5                | 0                | 58,3             | 425              | 338              | +087             | -                      | 0 participation, 0 titre |